# SG 06 Betzdorf
SG 06 Betzdorf is een Duitse voetbalclub uit Betzdorf, Rijnland-Palts en werd in 1906 opgericht. De club speelt in de Oberliga Südwest.

## Geschiedenis
De turnvereniging Betzdorfer TV richtte in 1906 ook een voetbalafdeling op. Nadat de Deutsche Turnerschaft in 1924 besloot dat balsporten niet meer ondergebracht mochten worden in turnclubs werden de voetballers zelfstandig onder de naam Verein für Jugend- und Volksspiele 1906 en nam later de naam Betzdorfer FC 06 aan. In 1927 promoveerde de club naar de hoogste klasse van de Zuidwestfaalse competitie, maar kon het behoud niet verzekeren.
In 1934 sloot Reichssportverein Betzdorf zich bij de club aan en in 1936 verenigde de club zich met Betzdofer TV en nam de naam Reichsbahn-SG Betzdorf aan. Na de Tweede Wereldoorlog werden alle Duitse voetbalclubs ontbonden en de club werd pas in 1947 heropgericht onder de naam SG 06 Betzdorf. Tussen 1962 en 1979 speelde de club samen met Eisenbahn-SV Betzdorf onder de naam ESV Betzdorf.
Van 1947 tot 1953, van 1956 tot 1959 en in 1971/72 speelde de club in de hoogste amateurklasse. Sinds 1994 speelt de club in de Oberliga, met enkele seizoenen onderbreking. Sinds 2008 is dit nog maar de vijfde klasse. In 2015 degradeerde de club uit de Oberliga. In 2018 degradeerde de club ook uit de Rheinlandliga.